# Moussa Djoumoi
Pour les articles homonymes, voir Djoumoi.
Moussa Djoumoi (né le 16 juillet 1999 à Mamoudzou) est un footballeur international comorien évoluant au poste d'attaquant. Il a aussi la nationalité française.

## Biographie

### Carrière en club
Moussa Djoumoi joue depuis 8 saisons au Football Club de Lyon lorsqu'il rejoint l'Olympique lyonnais lors de la saison 2016-2017. Il rejoint ensuite l'AS Saint-Priest en 2017, jouant trois matchs avec l'équipe première en National 2 et perdant en huitièmes de finale de la Coupe Gambardella contre l'Olympique de Marseille. Il signe ensuite un contrat d'un an au Angers SCO ; il ne jouera qu'en réserve en National 3. Il retourne à l'AS Saint-Priest l'année suivante.

### Carrière internationale
Moussa Djoumoi est appelé pour la première fois en sélection nationale comorienne pour le tour de qualification de la Coupe arabe de la FIFA 2021 contre la Palestine à Doha le 24 juin 2021. Il ouvre le score dès la 5e minute mais les Comoriens s'inclinent largement sur le score de 5 à 1 et ne se qualifient pas pour la phase finale prévue à la fin de l'année.